# 카미엔군

서포모제주 지도에 표시된 카미엔군의 위치

카미엔군(폴란드어: powiat kamieński)은 폴란드 서포모제주에 위치한 군으로 군청 소재지는 카미엔포모르스키이며 면적은 1,006.65km2, 인구는 47,604명(2006년 기준), 인구 밀도는 47명/km2이다.
동쪽으로는 그리피체군, 남쪽으로는 골레니우프군, 서쪽으로는 시비노우이시치에시, 북쪽으로는 발트해와 접한다. 6개 지방 자치체(1개 도시, 1개 도시형 농촌, 4개 농촌)를 관할한다.

군기
군 문장